# Cercado
Cercado és una província situada a l'oest de Bolívia en el Departament d'Oruro. Té 6.100 quilòmetres quadrats, està dividida en catorze cantons i la seva capital és Oruro.